# یاکوب چباشک
یاکوب چباشک (اسلوونیایی: Jakob Čebašek؛ زادهٔ ۲۸ آوریل ۱۹۹۱) بازیکن بسکتبال اهل اسلوونی است.